# محیسن الجمعان
محیسن الجمعان (عربی: محيسن الجمعان؛ زادهٔ ۶ آوریل ۱۹۶۶) یک بازیکن سابق فوتبال اهل عربستان سعودی است.
از باشگاه‌هایی که در آن بازی کرده‌است می‌توان به باشگاه فوتبال النصر عربستان سعودی و تیم ملی فوتبال عربستان سعودی اشاره کرد.
وی همچنین در تیم ملی فوتبال عربستان سعودی بازی کرده است.